# Okręg wyborczy nr 74 do Sejmu Polskiej Rzeczypospolitej Ludowej (1989–1991)
Okręg wyborczy nr 74 do Sejmu Polskiej Rzeczypospolitej Ludowej (1989–1991) obejmował Bełchatów oraz gminy Bełchatów (gmina wiejska), Dłutów, Dobryszyce, Drużbice, Gomunice, Gorzkowice, Grabica, Kamieńsk, Kleszczów, Kluczewsko, Kluki, Kobiele Wielkie, Kodrąb, Lgota Wielka, Ładzice, Masłowice, Radomsko, Radomsko (gmina wiejska), Rozprza, Rząśnia, Sulmierzyce, Szczerców, Tuszyn, Wielgomłyny, Wola Krzysztoporska i Zelów (województwo piotrkowskie). W ówczesnym kształcie został utworzony w 1989. Wybieranych było w nim 3 posłów w systemie większościowym.
Siedzibą okręgowej komisji wyborczej był Bełchatów.

## Wybory parlamentarne 1989

### Mandat nr 284 –Polska Zjednoczona Partia Robotnicza
| Kandydat | I tura | I tura | II tura | II tura |
| Kandydat | Głosów | %      | Głosów  | %       |
| --- | ------ | ------ | ------- | ------- |
| Ryszard Szwed                                                                                                 | 8930   | 10,38  | 21 391  | 53,10   |
| Jan Błasiak                                                                                                   | 8485   | 9,86   | 13 430  | 33,34   |
| Józef Kowalski                                                                                                | 6000   | 6,97   | —       | —       |
| Maciej Pałecz                                                                                                 | 5888   | 6,84   | —       | —       |
| Joanna Ososińska                                                                                              | 5276   | 6,13   | —       | —       |
| Stanisław Półchłopek                                                                                          | 5043   | 5,86   | —       | —       |
| Stanisław Wojtasik                                                                                            | 4814   | 5,59   | —       | —       |
| Paweł Kamiński                                                                                                | 2944   | 3,42   | —       | —       |
| Edward Najgebauer                                                                                             | 2427   | 2,82   | —       | —       |
| Liczba głosów ważnych: 86 052 (I tura) • 40 286 (II tura) Źródło: Państwowa Komisja Wyborcza I tura i II tura |        |        |         |         |

### Mandat nr 285 –Zjednoczone Stronnictwo Ludowe
| Kandydat | I tura | I tura | II tura | II tura |
| Kandydat | Głosów | %      | Głosów  | %       |
| --- | ------ | ------ | ------- | ------- |
| Stanisław Jasiński                                                                                            | 11 530 | 12,80  | 20 236  | 50,50   |
| Stanisław Banaszek                                                                                            | 10 863 | 12,06  | 16 502  | 41,18   |
| Włodzimierz Dajcz                                                                                             | 9348   | 10,38  | —       | —       |
| Czesław Leszczyński                                                                                           | 8446   | 9,38   | —       | —       |
| Józef Wilga                                                                                                   | 7310   | 8,12   | —       | —       |
| Karol Kaczmarski                                                                                              | 6314   | 7,01   | —       | —       |
| Liczba głosów ważnych: 90 075 (I tura) • 40 074 (II tura) Źródło: Państwowa Komisja Wyborcza I tura i II tura |        |        |         |         |

### Mandat nr 286 – bezpartyjny
| Kandydat                                                         | Głosów | %     |
| ---------------------------------------------------------------- | ------ | ----- |
| Ryszard Brzuzy                                                   | 69 241 | 74,48 |
| Krzysztof Jarzecki                                               | 4199   | 4,52  |
| Witold Piotrowski                                                | 4096   | 4,41  |
| Aleksander Hachulski                                             | 3965   | 4,26  |
| Kazimierz Secomski                                               | 3384   | 3,64  |
| Stanisław Cubała                                                 | 3057   | 3,29  |
| Liczba głosów ważnych: 92 967 Źródło: Państwowa Komisja Wyborcza |        |       |